# 뱀파이어 검사
《뱀파이어 검사》는 2011년 10월 2일부터 2011년 12월 18일까지 OCN에서 방영된 드라마이다.

## 등장 인물

### 주요 인물
- 연정훈 : 민태연 역 - 서울지검 검·경합동특수부 검사, 뱀파이어
- 이영아 : 유정인 역 - 서울지검 검·경합동특수부 신입 검사
- 이원종 : 황순범 역 - 검·경합동특수부 형사
- 장현성 : 장철오 역 - 서울지검 검·경합동특수부 부장검사

### 그 외 인물
- 김주영 : 최동만 역 - 검·경합동특수부 인턴
- 김보라 : 연지 역 - 태연과 같은 보육원 출신 여동생
- 공정환 : 박훈 역 - 뱀파이어 사건의 용의자이자 목격자
- 박재훈 : 라재욱 역 - 클럽 사장, 혈액내과 의사 출신
- 최용민 : 검사장 역
- 이창 : 김응수 역 - 보육원 원장
- 김현균 : 윤정식 역 - 내과의사
- 한채진 : 오영주 역 - 선화그룹 둘째부인, 보육원 후원자
- 박원상 : 감식반 역
- 송민정 : 서지연 역 - 여배우
- 김대령 : 차현수 역 - 영화감독
- ? : 장 형사 역
- 채태석 : 박미영의 오빠 역
- 정찬훈 : 촬영감독 역
- 김원해 : 강철한 역 - 발바리, 버스기사
- 서우진 : 오민호 역 - 사진사, 몰카남
- 진용욱 : 김인태 역
- 손종학 : 형사 역
- 장영남 : 윤지희 역
- 최민 : 남건욱 역
- 정진 : 양시철 역
- 조정은 : 현주 역
- 고명환 : 사재성 역
- 김효선 : 이윤소 역
- 이재구 : 이인철 역
- 정다혜 : 윤세화 역
- 장광 : 곽노승 역
- 김응수
- 송영재
- 지대한
- 오정태
- 송용태
- 서우진
- 윤기원
- 오광록
- 장원영
- 김늘메
- 이우제
- 한성용
- 김영재
- 이설구
- 현성
- 서호철
- 한수연
- 김선화

### 특별출연
- 이종혁 : 검사 역

## 제작진
- 기획 : 최관용
- 총괄기획 : 박호식, 김영규
- 기획프로듀서 : 이승훈
- 제작 : 김태연
- 제작총괄 : 최융환
- 프로듀서 : 이배훈
- 촬영 : 김태성, 조봉한, 홍승현, 곽상훈
- 조명 : 박효훈, 김기남
- 음악 : 하근영
- 미술 : 민정기
- 편집 : 박인철
- 사운드 : 라이브톤 강혜영
- 동시 : 김상운
- D.I : 파워캐스트 윤준호 박란
- CG : 서경훈, 이승용
- 극본 : 양진아, 한정훈, 이승훈, 강은선
- 연출 : 김병수
- 기획 : OCN
- 제작 : 초록별

## 방영 목록
| 2011년 | 2011년                | 2011년    |
| 회차   | 제목                  | 방송날짜  |
| ------ | --------------------- | --------- |
| 1화    | 프랑스 인형이 있는 방 | 10월 2일  |
| 2화    | 죽음의 시나리오       | 10월 9일  |
| 3화    | 발바리의 추억         | 10월 16일 |
| 4화    | 트라우마              | 10월 23일 |
| 5화    | 진실게임              | 10월 30일 |
| 6화    | 파이트 클럽           | 11월 6일  |
| 7화    | 신드롬                | 11월 13일 |
| 8화    | 달                    | 11월 20일 |
| 9화    | 좋은 친구들           | 11월 27일 |
| 10화   | 결혼                  | 12월 4일  |
| 11화   | 최종회 Part.1         | 12월 11일 |
| 12화   | 최종회 Part.2         | 12월 18일 |

## 사운드 트랙
| 발매일          | 앨범명            | 수록곡                                                                                       |
| --------------- | ----------------- | -------------------------------------------------------------------------------------------- |
| 2011년 9월 30일 | 뱀파이어 검사 OST | 1. 사랑에 미쳐본다 - 이정 (작사 : 곽태훈 / 작곡 : 곽태훈) 2. Don't Cry (Feat. 라이노) - 요셉 |